# Blosterblad
Blosterblade (tepales) er blade der sidder skrue- eller kransstillet omkring de hanlige og hunlige kønsorganer i dækfrøede planters blomster. 
Blosterblade er ofte ganske omdannede og afvigende af udseende i forhold til plantens almindelige løvblade. Blosterblade kan være frie eller indbyrdes sammenvoksede. I det sidste tilfælde taler man blot om et bloster. Blosteret kan være differentieret i et bæger og en krone, der er tydeligt forskellige. Bægeret er ofte uanseligt og skæl- eller løvbladslignende, mens kronen ofte har klare farver og former til understøttelse af insektbestøvning. Hvis der både er bæger og krone, taler man om et dobbelt bloster. Er der ikke en tydelig differentiering i bæger og krone, taler man blot om bloster (sambladet) eller blosterblade (fribladet).
Udifferentierede blosterblade regnes for at være den oprindelige tilstand hos de blomstrende planter. Amborella anses for at være den tidligst udspaltede slægt i evolutionen af blomsterplanter, og den har blomster med udifferentierede blosterblade. Tydeligt forskellige bægerblade og kronblade må derfor være opstået ved udspaltning, sikkert fremkaldt af insektbestøvning. Hos typiske, moderne blomster danner den yderste krans af blomsterblade bægeret, som skal beskytte blomsterknoppen under dens udvikling, mens den inderste krans danner kronen, som skal tiltrække bestøvere.
Hos nogle planter har blomsterne ingen kronblade, og alle blosterbladene er i virkeligheden bægerblade, der er omdannet, så de ligner kronblade. Disse blomster beskrives som "blosterlignende" (petaloid), som man kan se et eksempel på hos Nyserod. 
Udifferentierede blosterblade er almindelige hos de enkimbladede planter. Hos tulipaner er både første og anden krans af blomsterblade helt ens og ligner kronblade. Hos liljer er det samme tilfældet, men blomsterbladene er frie (dvs. ikke sammenvoksede i bunden) og danner en meget iøjnefaldende, 6-tallig blomst.

## Blomster med blosterblade
- En Lilje, der har helt ensartede bæger- og kronblade
- En Fransk Anemone, hvis blomst består af kronbladlignende bægerblade
- En Nyserod med kronbladsagtige bægerblade

## Note
1. ↑   Louis P. Ronse De Craene: Are Petals Sterile Stamens or Bracts? The Origin and Evolution of Petals in the Core Eudicots i AOBPreview 18.5.2007